# Wilson (cráter)
Wilson es un cráter de impacto que se encuentra en la parte sur de la cara visible de la Luna, al suroeste de la gran planicie amurallada de Clavius. Está casi unido a la orilla sureste del cráter ligeramente más grande Kircher. Casi al este se halla Klaproth, otra llanura amurallada.
|  |

Este cráter tiene un borde exterior muy erosionado, que forma una elevación somera e irregular alrededor del suelo interior, relativamente nivelado. Los restos inundados de un cráter invaden parcialmente el borde y la pared interior en la sección sur-sureste. Varios otros pequeños cráteres se localizan sobre el borde oriental y norte. La estrecha sección de superficie entre Wilson y Kircher es irregular y contiene un pequeño cráter en forma de copa que une ambos perímetros exteriores. El suelo interior está marcado por una serie de pequeños cráteres de varias dimensiones, con un pequeño impacto que destaca sobre el borde de la pared interior oriental.

## Cráteres satélite
Por convención estos elementos son identificados en los mapas lunares poniendo la letra en el lado del punto medio del cráter que está más cercano a Wilson.
|        | \| Wilson \| Coordenadas \| Diámetro \| \| ------ \| ------------------------------ \| -------- \| \| A \| 71°18′S 53°30′O / -71.3, -53.5 \| 15 km \| \| C \| 71°54′S 45°06′O / -71.9, -45.1 \| 26 km \| \| E \| 72°30′S 55°00′O / -72.5, -55.0 \| 24 km \| \| F \| 70°24′S 39°18′O / -70.4, -39.3 \| 13 km \| |          |
| Wilson | Coordenadas | Diámetro |
| A      | 71°18′S 53°30′O / -71.3, -53.5 | 15 km    |
| C      | 71°54′S 45°06′O / -71.9, -45.1 | 26 km    |
| E      | 72°30′S 55°00′O / -72.5, -55.0 | 24 km    |
| F      | 70°24′S 39°18′O / -70.4, -39.3 | 13 km    |